# Кудинские буряты
Куди́нские буря́ты (бур. Худайн буряадууд) — этнотерриториальная группа в составе бурятского этноса. Расселены в долинах рек Куды, Мурина, низовьях Китоя, а также в долине реки Голоустной в Иркутской области.

## Родоплеменной состав
В состав кудинских бурят входят такие этнические группы, как алагуй, абаганад, ашибагад, харануд, бубай, бабай, буин, хурумша, олой, отонхой, хухурдой, мунхэлэй, саган, далхай (боржигон далахай), дурлай, хухэнуд, ехэнуд, сонгол, дархад, хан-хиргис, галзуд, нохойуруг, хуасай, гушид, худай, хонгодор, тажагар, сайгуд, толодой, соогол, тайшут. В Эхирит-Булагатском районе также были зарегистрированы роды: в с. Хатар — мэрхэсейруг (мэрхэсэ ураг, мэрхэсэраг), халдайруг, балдаруг, хуторуг; в с. Ныгей — монтойруг, сагалайруг, туршанхайруг, талтайруг; в с. Байса — халмагтаруг, гузэйруг; в с. Улан — шихтаруг, хабаруг, халбашхаруг, малгайтайруг.
В составе кудинских бурят присутствуют осколки племён выходцев из Халхи, прибывшие сюда в позднем средневековье и в новое время.